# Marianus Rot
Marianus Rot OSB, Taufname Wolfgang Rot (* 1597 in Alpnach; † 24. Februar 1663 in Sins) war ein Schweizer katholischer Geistlicher und Bühnenautor.

## Leben

### Werdegang
Marianus Rot war der Sohn von Jung Hans Rot und dessen Ehefrau Barbara (geb. Kirsiter).
Er besuchte seit 1612 die Jesuitenschule in Luzern und wurde 1633 zum Priester geweiht.
Nachdem er von 1623 bis 1625 Pfarrer in Alpnach und von 1625 bis 1637 in Sarnen war, trat er 1637 in das Benediktinerkloster Engelberg ein. Am 18. Oktober 1638 legte er, nach vollendetem Noviziat, sein Ordensgelübde ab und nahm seinen Ordensnamen Marianus an.
Von 1639 bis 1642 war er Pfarrer in Engelberg, hatte dann von 1642 bis 1650 die Engelberger Kollatur Sins, worauf er von 1651 bis 1652 erneut Pfarrer in Engelberg war. Er war von 1650 bis 1660 Kaplan in Auw und erhielt von 1660 bis zu seinem Tod wieder die Kollatur Sins.

### Berufliches und schriftstellerisches Wirken
Marianus Rot liess während seiner Amtszeit als Pfarrer in Alpnach die erste Orgel durch den einheimischen Meister Nikolaus Schönenbühl erstellen und stiftete 1624 eine Organistenpfründe. In Sarnen erneuerte er 1629 das sogenannte Obwaldner Priesterkapitel, das seit 1595 unter dem Patronat des Heiligen Augustin bestand und nun auch weltliche Mitglieder aufnahm. In Sarnen, wo er 1629 zum Sextar gewählt worden war, ordnete er vor allem die Pfarreibücher, Jahrzeit- und Totenbücher;  als Sextar war er an die Spitze der Obwaldner Geistlichen gestellt worden. Während der Pestzeit gründete er in Sarnen die Sebastians-, Rochus- oder Heiligkreuzbruderschaft.
In Sins sammelte er historische Lieder und volkstümliche Sprüche, in die er auch politische und zeitgenössische Ereignisse einfügte.
Er betätigte sich bereits 1621 als Jesuitenschüler als Autor und verfasste Schauspiele mit biblischen Inhalten sowie Fastnachtsspiele, unter anderem Lucretia, für die Klosterschule Engelberg. Er predigte gegen Laster wie Trunksucht sowie Bestechung und seine Bühnenstücke sind realistische Sittenspiele im Dienst der religiösen und sittlichen Erneuerung der Bauern und Bürger Unterwaldens; er ist ein kennzeichnender Vertreter frühbarocker Spielkunst in der Innerschweiz.

## Schriften (Auswahl)
- Lucretia.
- Schöne Nachbarschaft. 1621.
- Bätlerschuel. 1623.
- Die Kunst wol zu sterben. 1635.
- Die Zuchtschuel. 1637.
- Sermo Roberti de studio scripturae sacrae. 1645.
- Josef Hermann Hess (Hg.): Panis eucharisticus indigne tractatus. Ein deutsches Barockspiel aus dem Jahre 1621. Filser, Augsburg 1927.